# 原臺南長老教女學校本館暨講堂
原臺南長老教女學校本館暨講堂，位於臺灣臺南市東區，該校可追溯至清光緒十三年（1887年）2月14日創立的「新樓女學校」，是臺灣最早的女性教育單位之一，現在該校名為臺南市私立長榮女子高級中學，於民國九十一年（2002年）6月25日公告為臺南市市定古蹟。

## 沿革
自從長老教會來臺後，便有設校之打算，而其中最積極參與女校籌備事宜者為李庥牧師夫婦，然而1879年李庥牧師因病逝世，由妻繼承其遺志，並在1880年成為臺灣第一位女教士，但後來也因病而在1884年返回英國。1885年朱約安（Miss Joan Stuart）與文安（Miss Annie e. Butler）兩位女宣教士來臺接手工作，於兩年後終於成立女學校，而由於學校是位於新樓醫館內，所以稱為「新樓女學校」。後來1918年因為原有校舍已不敷使用，於是校方在努力募款後買下了今天的校地，而新校舍則在1923年11月完工並於該月28日舉行落成典禮。
近年，本館因受白蟻危害而使屋頂塌陷大洞，周圍兩側護龍屋脊出現塌陷危機，後在斥資5000多萬元、歷經兩年餘修復後，最終在2019年整修完成，回復日治時期的原貌。

## 建築設計
女學校本館為西方古典風格之校舍，建築格局約為兩層樓高，約略座南朝北，平面呈ㄇ字形。其入口位於北面中央，設有門廊，進入於玄關後有樓梯，而在門廊屋簷下標有建築年代「1923」，其上方有陽臺與弧山牆，山牆之上則有校，屋頂上還設有八角型的小屋塔。北面兩邊左右對稱，兩端還設有次入口。其ㄇ字形內部三面為拱廊，北邊為五開間，而東西兩邊為八開間。
講堂位於本館南邊，其屋頂為歇山頂，有八個出入口。出入口兩旁有壁柱，而其上有裝飾性雨庇，上有拱弧和十字架。

### 圖片

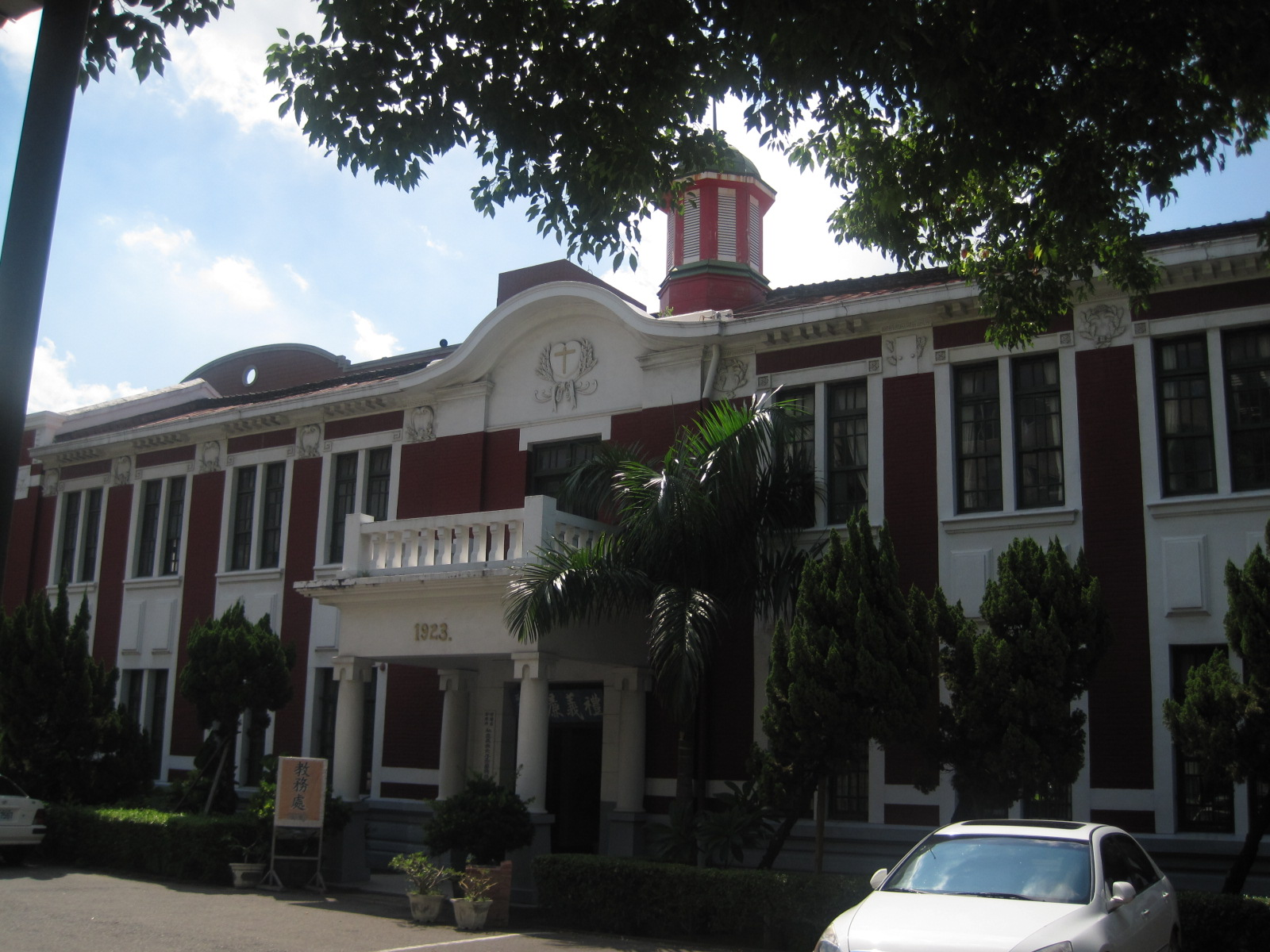
修復前的長老教女學校本館
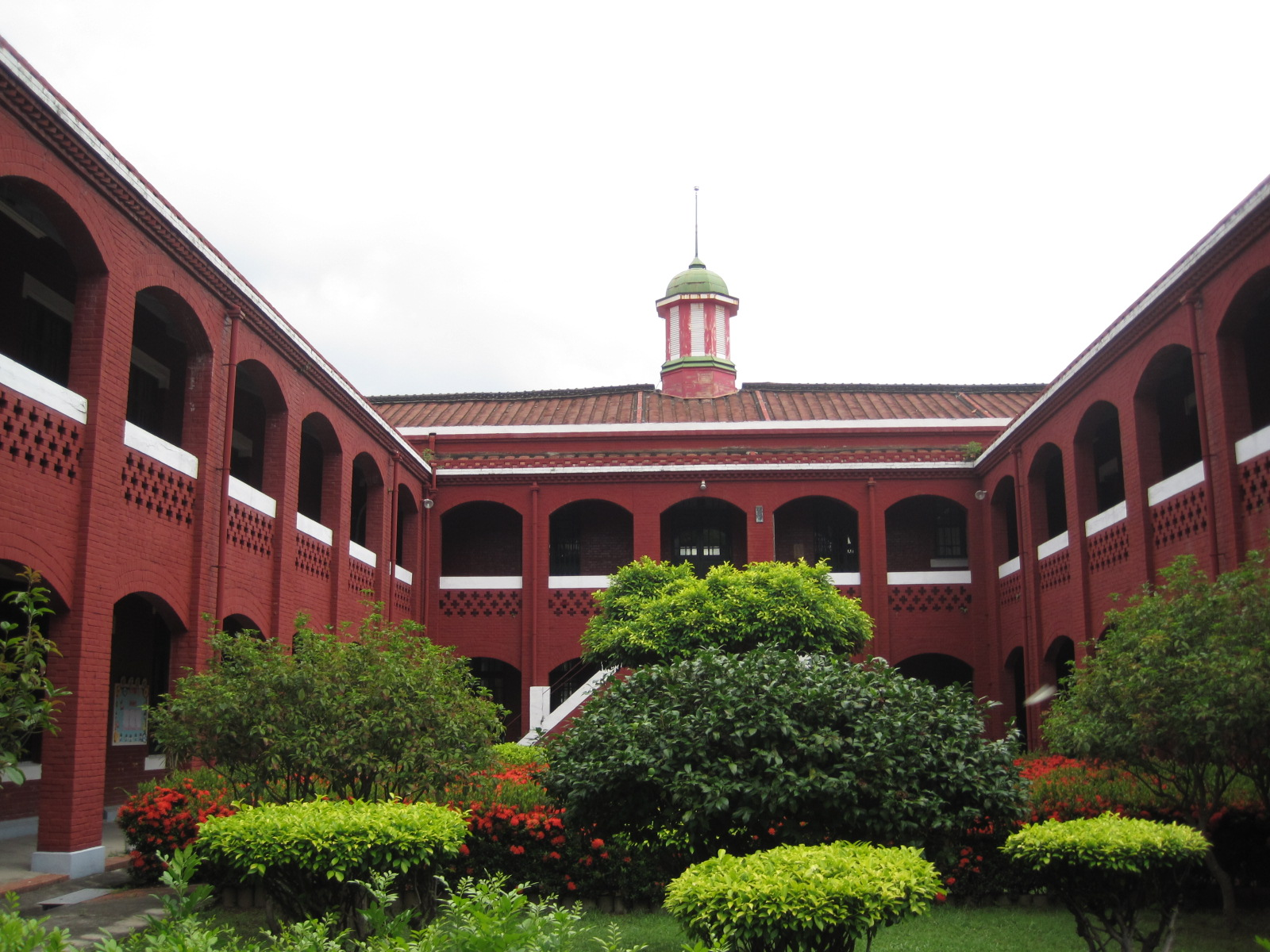
修復前的長老教女學校本館背面
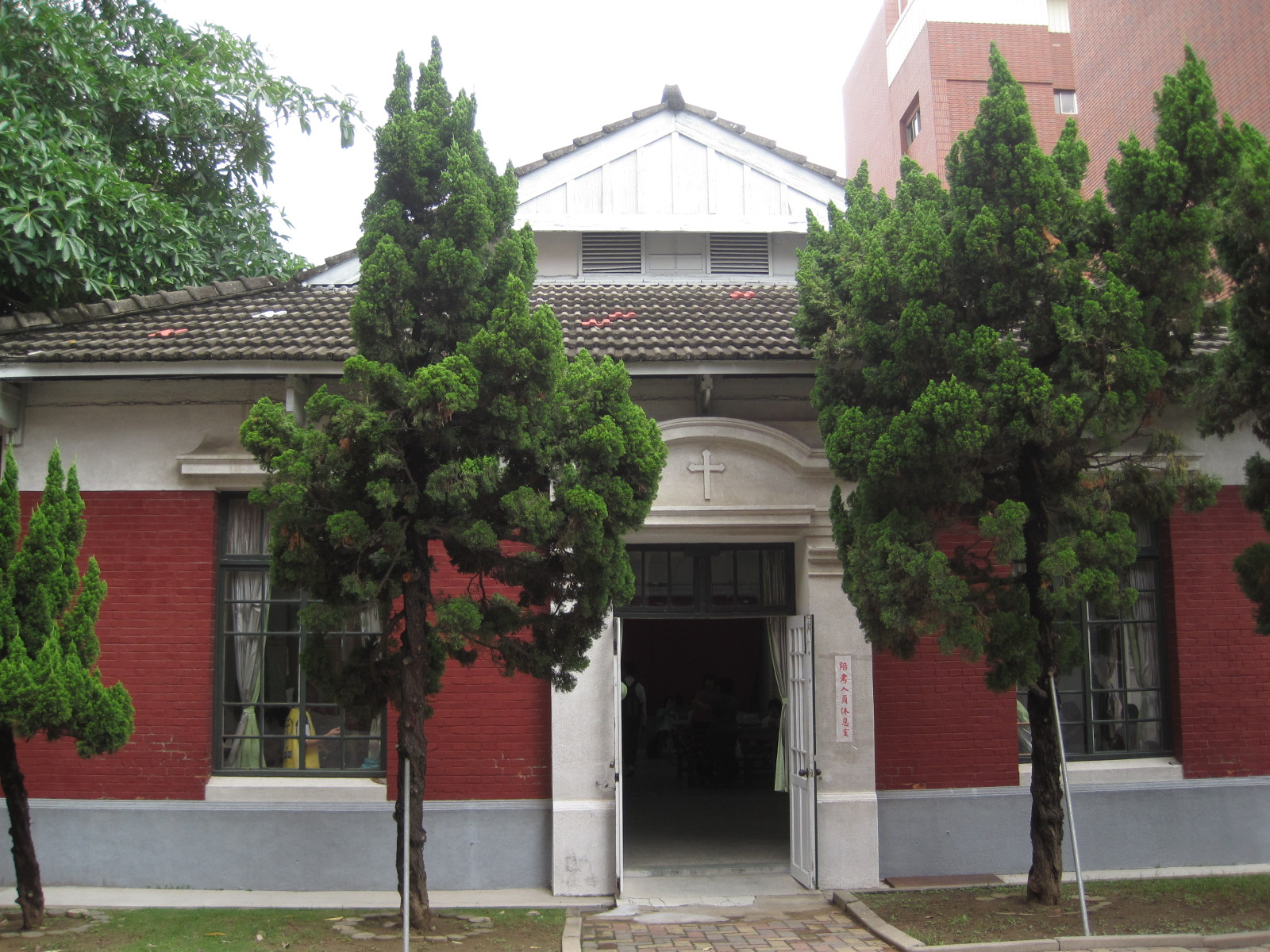
講堂